# Kelnerjeva vila
Kellnerjeva vila je visoka stavba na obrobju vasi Troblje. Postavljena je bila leta 1815 v neoklasicističnem slogu, njen načrt pa je izdelal nemški arhitekt in raziskovalec Hans von Kellner.

## Zgodovina
Po turških vpadih vasice Troblje dolgo časa ni bilo omenjene v uradnih listinah. V začetku 19. stoletja pa se je tukaj po naključju znašel nemški plemič Hans von Kellner. Na svojem potovanju v mesto Slovenj Gradec, takrat Windischgrätz, je zaradi poplavljene ceste moral zaviti z začrtane poti in tako prispel v majhno kmečko vasico, ki so jo domačini imenovali Troblje. Zavoljo slabega vremena so mu vaščani ponudili prenočitev v vaškem "gradu", edini nadstropni hiši v vasi. Zaradi gostoljubnosti domačinov in prelepe Mislinjske doline je kasneje v nasadu orehov postavil vilo, ki mu je služila kot poletna rezidenca. V vilo se je vsakoletno vračal, kasneje pa je to posest dobil v last njegov vnuk Stefan Kellner. 
Po drugi svetovni vojni je zaradi spremembe režima vila prešla v državno last, lastnika in njegovo družino pa so izgnali iz države. Zgradbo so nato preuredili v manjša stanovanja za delavce, nekdaj veličastna stavba pa je počasi utonila v pozabo.

## Sedanjost
Od leta 1996 ima vilo v lasti pisatelj Viljam »Vili« Šmidhofer, eden od potomcev plemiške rodbine Kellner.